# Gymnothorax bathyphilus
Gymnothorax bathyphilus is een straalvinnige vissensoort uit de familie van murenen (Muraenidae). De wetenschappelijke naam van de soort is voor het eerst geldig gepubliceerd in 1975 door Randall & McCosker.